# Caerphilly County Borough
Caerphilly County Borough (walisisk: Bwrdeistref Sirol Caerffili) er et hovedområde i det sydøstlige Wales. Det styres af Caerphilly County Borough Council.
Hovedbyen er Caerphilly. Andre byer tæller Risca, Ystrad Mynach, Newbridge, Blackwood, Bargoed, New Tredegar og Rhymney.